# Bühren (Drolshagen)
Bühren ist ein kleines Dorf im südlichen Sauerland. Es bildet eine Ortschaft und zusammen mit dem namensgebenden Dumicke den Ortsvorsteherbezirk 15 der Stadt Drolshagen im nordrhein-westfälischen Kreis Olpe.
Zentrum der Siedlung ist die von den Einwohnern weitgehend in Eigenleistung erbaute Kapelle, in dessen Mauerwerk eine Reliquie des Heiligen Vincenzo Pallotti eingelassen ist. Sie wurde nach siebenmonatiger Bauzeit am 29. Oktober 1989 geweiht. Die Kapelle ist ebenso St. Georg gewidmet ist, wie der in der Nachkriegszeit gegründete Reiter- und Heimatverein Bühren.